# 얀 뤼카선
요하네스 마티아스 빌헬뮈스 게라두스 뤼카선(네덜란드어: Johannes Mathias Wilhelmus Gerardus Lucassen, 1947년 7월 7일~)은 네덜란드의 역사학자이다.
레이던 대학교에서 역사학을 전공하고 위트레흐트 대학교에서 《Migrant Labour in Europe 1600-1900. The Drift to the North Sea》으로 박사학위를 받았다. 위트레흐트 대학교, 헐 대학교, 암스테르담 자유 대학교 등에서 학생을 가르쳤다. 1988년 국제 사회사 연구소에 참여하여 2000년까지 연구감독을 맡았으며 2004년에 네덜란드 왕립 예술 과학 아카데미 회원이 되었다. 뤼카선은 노동의 역사와 노동관계, 임금노동의 발달과 연관된 이민과 수익화의 장기적 발전을 주로 연구하였다.
주요 저서로 《인간은 어떻게 노동자가 되었나》(The Story of Work: A New History of Humankind), 《세계화하는 이주 노동의 역사》(Globalizing Migration History: The Eurasian Experience 16th-21st centuries) 등이 있다.